# Shamsuddin Amiri
Shamsuddin Amiri (tiếng Ba Tư: شمس الدین امیری) (sinh ngày 12 tháng 2 năm 1985) là một cầu thủ bóng đá người Afghanistan. Thủ môn này thi đấu cho Kabul Bank FC và đội tuyển quốc gia Afghanistan. Anh là một trong những cầu thủ kinh nghiệm nhất của Đội tuyển bóng đá quốc gia Afghanistan. Vào tháng 6 năm 2007 Amiri được trao tặng danh hiệu cầu thủ xuất sắc nhất Afghanistan khi chỉ mới 22 tuổi. Anh ghi 1 bàn thắng duy nhất ở cấp độ câu lạc bộ, một cú sút bất ngờ khi ban đầu chỉ thực hiện một quả phát bóng lên.